# Adnexitis
Bei der Adnexitis handelt es sich um eine Entzündung der so genannten Adnexe (dt.: Anhangsgebilde). In der Regel wird der Begriff
in der Gynäkologie verwendet und beschreibt die Kombination der Entzündung von Eileiter (lat. Tuba uterina, griech. Salpinx, Entzündung Salpingitis) und des Eierstocks (lat. Ovarium, griechisch Oophoron, Entzündung Oophoritis). Als Synonym für die Adnexitis kann also auch der Begriff Oophorosalpingitis verwendet werden. Eine Eiteransammlung im Eileiter bezeichnet man als Pyosalpinx.
Eine Adnexitis kann einseitig und beidseitig auftreten. Die akute Adnexitis ist mit deutlichen Schmerzen im Bereich des Unterbauchs verbunden. Heilt die akute Entzündung nicht aus oder führt die Ausheilung zu Narbenbildung und Verwachsungen, können jahrelang Beschwerden auftreten. Aus der akuten ist dann eine chronische Adnexitis geworden. Es kommt immer wieder zu Schmerzen im Unterbauch oder Rücken, insbesondere beim Geschlechtsverkehr oder bei der Regelblutung. Auch Verstopfung oder generelle Minderung der Leistungsfähigkeit, Müdigkeit und Appetitlosigkeit können die Folge sein. Chronische Adnexitiden verursachen aber oft nur wenige Symptome, können jedoch Ursache für eine chronische Unfruchtbarkeit sein. Das Erreger-Spektrum kann groß sein, aktuell sind jedoch bei fast 40 Prozent der Fälle Infektionen durch Chlamydien zu finden. Die Adnexitis und andere Entzündungen im Bereich des kleinen Beckens
(Zervizitis, Endometritis) werden auch unter dem Begriff pelvic inflammatory disease (dt. Unterleibsentzündung) zusammengefasst.
Der bezüglich der anatomischen Lokalisation der Entzündung relativ ungenaue Begriff der Adnexitis lässt sich medizinhistorisch erklären. Vor der Einführung der bildgebenden Verfahren in der Medizin ließ sich eine Entzündung im Bereich der Adnexe durch transvaginale Palpation meist nicht genau den einzelnen anatomischen Strukturen der Adnexe zuordnen. Daher sprach man vereinfacht von den Entzündungen der Anhangsgebilde (Adnexitis).
Der Begriff der männlichen Adnexitis wird und wurde dagegen eher selten verwendet, da beim Mann die anatomische Zuordnung einer Entzündung im Genitaltrakt in der Regel einfacher ist (z. B. Prostatitis).

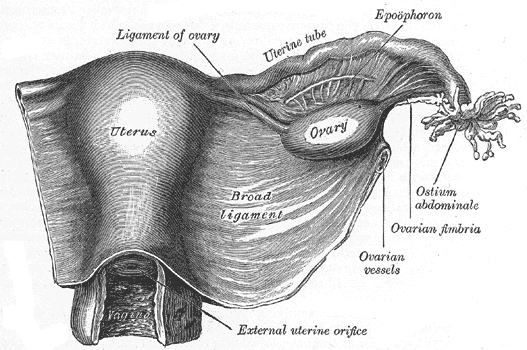
Weiblicher Genitaltrakt

## Weibliche Adnexitis

### Klinik
Die Patientinnen klagen in der Regel über einen akut einsetzenden, seitenbetonten Unterbauchschmerz postmenstruell oder periovulatorisch. Bei begleitenden Entzündungen im Bereich des Gebärmutterhalses (Cervix uteri) oder der Gebärmutter finden sich zusätzlich Ausfluss (Fluor) oder Schmierblutungen. Bei schweren Infektionen können auch Erbrechen und eine Ileus-Symptomatik hinzukommen. Nicht selten kommt es bei durch Chlamydien hervorgerufenen Entzündungen zu einer begleitenden Perihepatitis (Fitz-Hugh-Curtis-Syndrom). Dabei fallen Schmerzen im rechten Oberbauch und eine geringe Leberenzymerhöhung auf.
Die Adnexitis kann ein akutes Abdomen hervorrufen.

### Ätiologie
In der Regel handelt es sich um Keime, die über die Vagina und die Gebärmutter in den Eileiter aufsteigen. Häufig findet sich zusätzlich eine Entzündung im Bereich des Gebärmutterhalses (Zervizitis) und der Gebärmutterschleimhaut (Endometritis). Häufig finden sich diese Entzündungen kurz nach der Menstruation oder kurz nach dem Eisprung (Ovulation). Zu diesen Zeiten ist der Schleim im Bereich des Gebärmutterhalses (Zervix) erweicht und damit durchgängiger. Der Altersgipfel liegt zwischen 15 und 20 Jahren.

### Erreger
- Chlamydien
- Mykoplasmen
- E. coli
- Gonokokken
- Staphylococcus aureus
- Streptokokken
- Enterokokken
- Klebsiellen
- andere Anaerobier
- Clostridium perfringens
- selten auch Tuberkulose-Erreger (Mycobacterium tuberculosis)

### Diagnostik
- Klinische Untersuchung:

Bei der Palpation finden sich ein Uterus- und Adnex-Druckschmerz und ein Portio-Schiebe-Schmerz.
- gynäkologische Untersuchung:

Bei der Spekulumuntersuchung kann eine Entzündung der Zervix dargestellt werden und Abstriche
zur mikrobiologischen Keimbestimmung entnommen werden.
- Im Ultraschall lassen sich, so vorhanden, Abszesse, Schwellungen und Sekretverhalte finden.
- Bei akuter Erkrankung mit unklarer Genese kann als ultima ratio eine Laparoskopie bzw. Pelviskopie mit intraoperativem mikrobiologischem Abstrich durchgeführt werden.
- Im Blutbild kann eine Leukozytose, Fibrinogen- und CRP Erhöhung auffallen
- zytologischer Abstrich zum Ausschluss eines Malignoms im Zervikalkanal bzw. dem Uterus mit Abflussbehinderung und sekundärer Entzündung
- Messung der Körpertemperatur

### Differentialdiagnose
- Extrauteringravidität (HCG erhöht)
- rupturierte Ovarialzyste
- Blinddarmentzündung (Appendizitis)
- Morbus Crohn bzw. Colitis ulcerosa
- Divertikulitis
- radikuläre Schmerzen

### Therapie
Da die meisten Adnexitiden heute durch Chlamydien verursacht werden, wird eine unkomplizierte und ambulant behandelbare Adnexitis initial mit Tetracyclinen oder Fluorchinolonen über mindestens 10 Tage therapiert. Bei Therapie-Versagen wird eine Therapie mit Cephalosporinen und Metronidazol eingeleitet. Bei weiterem Therapie-Versagen wird versucht, den auslösenden Keim zu asservieren und eine keimspezifische Antibiotikatherapie angesetzt. Abszesse werden in der Regel stationär und chirurgisch angegangen und entlastet. Schmerzen werden mit Antiphlogistika angegangen (z. B. Diclofenac). Im Jahr 1919 führte Isador Clinton Rubin (* 1883) „die erste erfolgreiche Tubendurchblasung zur Behandlung der durch Tubenverklebung bedingten Sterilität“ durch.

### Komplikationen
- Sterilität: Durch Narben- und Strukturbildung auf Grund von Verwachsungen (Tubenverklebung[2]) kann es zur obstruktiven Sterilität kommen.
- Verwachsungen und Sekretaufstau (Hydrosalpinx, Hämatosalpinx, Pyosalpinx (Saktosalpinx), Dysmenorrhoe)
- Abszess
  - Tuboovarialabszess: Abgekapselter Entzündungsherd mit Einbeziehung und Verbacken des Eileiters und des Eierstocks
  - Douglas-Abszess: abgekapselter Entzündungsherd im Bereich zwischen Rektum und Uterus (Douglas-Raum)
- Peritonitis: lebensgefährlicher Durchbruch der eitrigen Entzündung in die freie Bauchhöhle
- Sepsis
- chronische Adnexitis: Symptome der chronischen Adnexitis sind häufig blande. Häufig finden sich Unterbauchbeschwerden und Schmerzen beim Geschlechtsverkehr (Dyspareunie). Außerdem kann ein chronischer Ausfluss bestehen. Therapeutisch schwer anzugehen, da häufig Verwachsungen Ursache der Beschwerden sind.

## Männliche Adnexitis
Der Begriff der männlichen Adnexitis umfasst Entzündungen der Prostata (Prostatitis), des Samenleiters (Funikulitis), des Hodens (Orchitis), des Nebenhodens (Epididymitis) und der Samenblasen (Spermatocystitis). Der Begriff der männlichen Adnexitis wird im klinischen Sprachgebrauch eher selten verwendet.